# Deux Rémi, deux
Pour plus de détails, voir Fiche technique et Distribution.
Deux Rémi, deux est une comédie française réalisée par Pierre Léon, sortie en 2016.
Le film est présenté au Festival de Locarno dans la sélection « Signs of Life », en compétition au festival du film de Saas-Fee et au Festival International de Cinéma de Mar del Plata, puis présenté au Festival international du film de Vienne 2016 .

## Synopsis
Rémi vit avec son frère intellectuel Philippe à Bordeaux et travaille dans une petite entreprise. Il est amoureux de Delphine, la fille de son patron. Une nuit, il rencontre son « double » qui entre chez lui boire un verre et entonne une chanson misérabiliste, puis dort dans le salon. Le lendemain, son double travaille à son emplacement de bureau sans que ses collègues ne s'en émeuvent. Ce double, beaucoup plus sûr de lui, s'immisce peu à peu dans sa vie et cela ne choque jamais personne. Lequel des deux arrivera à surmonter toutes les épreuves ? Le premier Rémi à la simplicité enfantine et « à côté de ses pompes » ou son double enjôleur, sociable et plein d'assurance ?

## Fiche technique
- Titre : Deux Rémi, deux
- Réalisation : Pierre Léon
- Scénario : Renaud Legrand et Pierre Léon
- Musique : Alexander Zekke
- Montage : Martial Salomon
- Photographie : Thomas Favel
- Costumes : Renaud Legrand
- Décors : Renaud Legrand
- Production : François Martin Saint Leon et Igor Wojtowicz
- Société de production : Ferris & Brockman
  - Coproduction : Kapara Films, Aurora Films et Garidi Films
- Distribution : Vendredi Distribution et Barberousse Films
- Pays d'origine :  France
- Durée : 66 minutes
- Genre : comédie
- Dates de sortie :
  - Suisse : 11 août 2015 (Festival de Locarno)
  - France : 2 mars 2016

## Distribution
- Pascal Cervo : Rémi Pardon et son double
- Serge Bozon : Philippe Pardon, frère de Rémi
- Luna Picoli-Truffaut : Delphine Murat, amoureuse de Rémi
- Bernard Eisenschitz : Jacques Murat, patron de Rémi
- Jean-Christophe Bouvet : Gauthier, chef de Rémi
- Pascale Bodet : Carole, collègue de Rémi
- Jackie Raynal : Esther Pardon, mère de Rémi et Philippe
- Patricia Mazuy : Pierrette Murat, mère de Delphine
- Martial Salomon : Landru, collègue de Rémi
- Gérald Alary : Régis, collègue de Rémi
- Laurent Lacotte : l'homme à la montre
- Simon P. R. Bewick : l'ombre du double

## Accueil critique
Luc Chessel de Libération souligne : « Deux Rémi, deux serait un film sur le burn-out, nom récent de la souffrance au travail, et vérité explosive de l’aliénation en société capitaliste. La vieille formule de l’aliénation dit que, rendu étranger au produit de son travail, l’homme est rendu étranger à l’homme. Quoi de plus drôle ? C’est la formule d’une bonne comédie. », ainsi qu'Isabelle Régnier du Monde pour qui le film est « une fantaisie féline délicate » et loue Pierre Léon pour sa« manière de teinter le naturalisme plat de son film d'une forme de comique aux accents surréalistes mêlé d'une inquiétante étrangeté, qui fait le charme de ce joli petit conte philosophique. ».
Un peu moins enthousiaste, Romain Le Vern de [TF1] avoue que cette « adaptation très libre du Double de Dostoïevski transmuée en douce fantaisie se moque de l'esprit de sérieux comme de l'esprit d'entreprise, qui dit deux trois choses sur nos vies virtuelles ». Plus radical, Laurent Dijan de Studio Ciné Live parle d'« une fable existentielle dont le minimalisme décalé ne convainc pas »
Enfin, Jacque Morice de Télérama y voit « du cinéma minimaliste, malicieux, matois » et loue ce « genre de comédie pince-sans-rire, une divagation instruite mais s'amusant de l'esprit de sérieux, et servie par une bande piquante de comédiens excentriques. ».

## Distinctions

### Sélections
- Festival de Locarno dans la sélection « Signs of Life »[2]
- compétition au festival de Saas-Fee[3]
- Festival International de Cinéma de Mar del Plata[4]
- Viennale 2016 [5]

### Internet
- France Culture Ping Pong : Pierre Léon & Bertrand Schefer - Double je et presque jumeau
- Le dossier de presse : Deux Rémi, Deux
- Retrospective Pierre Léon, le mystère s'épaissit
- Revue Débordements : Entretien avec Pierre Léon et Renaud Legrand
- Revue Débordements : Entretien avec Pascal Cervo